# Heinz Odermann
Heinz Odermann (* 1. August 1929 in Berlin-Charlottenburg; † 2. Januar 2025) war ein deutscher Journalist, Historiker und Hochschullehrer.

## Leben
Odermann erwarb den Diplom-Abschluss im Fach Geschichtswissenschaft an der Humboldt-Universität Berlin und war als Journalist für Außenpolitik bei der Berliner Zeitung tätig. Er lehrte als Professor für Kommunikationspolitik und Medienkodex in den internationalen Beziehungen am Institut für Internationale Beziehungen an der Akademie für Staats- und Rechtswissenschaft der DDR. Er wurde 1994 emeritiert.

## Schriften (Auswahl)
- Zur Spezifik der Funktion und Wirkungsweise der sozialistischen Auslandsinformation des Rundfunks. Leipzig 1972, OCLC 762086555.
- mit Hans Kistner und Wolfgang Kleinwächter: Neue internationale Informationsordnung und ideologischer Kampf. Potsdam-Babelsberg 1983, OCLC 12539491.
- Hauptaufgaben und Struktur der Auslandsinformation der Deutschen Demokratischen Republik. Lehrmaterial. Potsdam-Babelsberg 1983, OCLC 75874358.
- Wellen mit tausend Klängen. Geschichten rund um den Erdball in Sendungen des Auslandsrundfunks der DDR, Radio Berlin International. Berlin 2003, ISBN 3-89158-372-9.
- Spuren der Erinnerung. epubli, Berlin 2019, ISBN 978-3-7502-5179-3.